# 소니 엑스페리아 Z
소니 엑스페리아 Z(Sony Xperia Z)는 소니 모바일 커뮤니케이션스에서 2013년 1월 7일 소비자 가전 전시회 2013 (CES 2013)에서 공개하여, 2013년 2월 9일에 출시한 안드로이드 스마트폰이다.

## 소니 엑스페리아 ZL
엑스페리아 Z의 디자인 변형모델로 동시에 출시했으며, 하드웨어는 엑스페리아 Z와 거의 동일하나 방수/방진기능만 빠져있는 모델이다.

## 연혁
- 2013년 1월 8일 : 소비자 가전 전시회 2013에서 제품 공개[1]
- 2013년 2월 9일 : 일본에서 SO-02E 모델 출시
- 2013년 2월 25일 : 모바일 월드 콩그레스 2013에서 제품 공개[3]
- 2013년 3월 : C6602, C6603 모델 출시
- 2013년 4월 : 판매량 460만대 돌파[4]

## 디자인
배터리는 내장형으로 본체가 일체형이며, 뒷면은 강화유리를 이용하였으며, 스피커와 마이크를 제외한 모든 부분을 고무 마개까지 합하여 2중 마개로 처리하여 방수가 된다.

### 색상
- 블랙
- 화이트
- 퍼플

## 특수 기능

### 기타 기능

#### exFAT
exFAT포맷을 지원하여 용량이 4 GB이상인 파일을 사용할 수 있으며, 외장메모리에도 이 기술이 적용되었다.

## 출시 모델
엑스페리아 Z는 3G 혹은 4G 네트워크 지원을 위해 다양한 변종모델을 가진다.
| 모델명 | FCC id     | UMTS bands    | LTE bands         | 이동통신사/지역 |
| ------ | ---------- | ------------- | ----------------- | --------------- |
| C6602  | PY7PM-0280 | 1, 2, 4, 5, 8 | None              | Worldwide       |
| C6603  | PY7PM-0270 | 1, 5, 8       | 1, 3, 5, 7, 8, 20 | Worldwide       |
| C6606  | PY7PM-0520 | 1, 2, 4, 5, 8 | 4                 | T-모바일        |
| C6616  | PY7PM-0520 | 1, 2, 4, 5, 8 | 4                 | 벨 캐나다       |
| SO-02E | PY7PM-0220 | 1, 5, 6, 19   | 1, 19, 21         | NTT 도코모      |

위의 모든 모델은 2G GSM bands 850/900/1800/1900 4개의 밴드를 지원한다.

## 사진

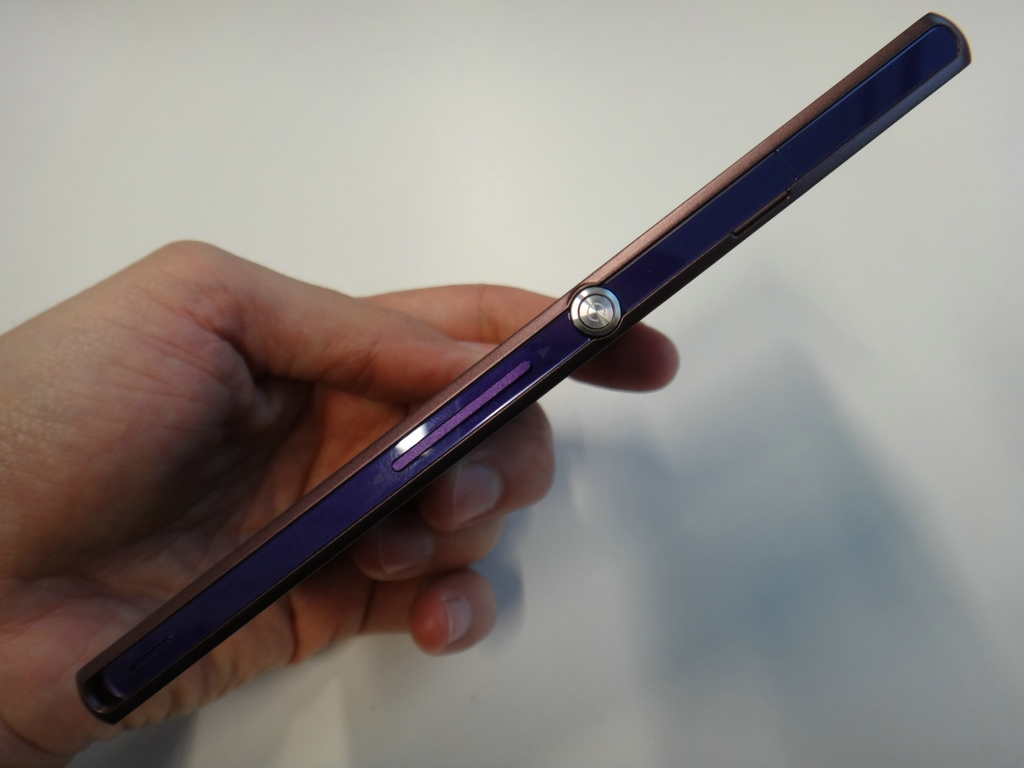
엑스페리아 Z의 독특한 전원버튼

## 경쟁 기종
- HTC J 버터플라이
- HTC 원
- 삼성 갤럭시 S4
- LG 옵티머스 G 프로
- 화웨이 어센드 P6
- 샤프 아쿠오스 206SH
- 샤프 아쿠오스 Sh930w

## 같이 보기
- LTE (전기통신)
- LTE 어드밴스트
- E-UTRA